# Pittsford (municipio di New York)
Pittsford è un comune degli Stati Uniti d'America, situato nello stato di New York, nella contea di Monroe.